# Bulle d'or de Sicile
Pour les articles homonymes, voir Bulle d'or (homonymie).
La Bulle d'or de Sicile (en tchèque : Zlatá bula sicilská ; en latin : Bulla Aurea Siciliae) est le nom donné à l'acte publié à Bâle, le 26 septembre 1212, par le roi de Sicile, Frédéric Ier de Hohenstaufen, élu roi des Romains par la diète de Nuremberg et futur empereur du Saint-Empire romain germanique sous le nom de Frédéric II. Frédéric y confirme le titre royal obtenu par le prince de Bohême, Ottokar Ier en 1198, le déclarant lui et ses héritiers, rois de Bohême. La royauté a signifié le statut exceptionnel de la Bohême dans l'Empire.

## Contexte
Vratislav II avait déjà été élevé au rang de roi de Bohême par l'empereur Henri IV, en 1085, pour son assistance pendant la révolte saxonne et la querelle des Investitures. Il avait été couronné à Prague par l'archevêque Egilbert de Trèves l'année suivante. Mais le titre n'était pas héréditaire et à sa mort, en 1092, son frère Conrad Ier lui avait succédé comme duc Bohême. Le petit-fils de Vratislav II, Vladislav II, avait été élevé au rang de roi par l'Empereur Frédéric Ier dit Barberousse, qu'il avait accompagné lors de sa campagne italienne contre Milan.
En septembre 1198, le jeune demi-frère de Frédéric, Ottokar Ier, se servit de la rivalité entre le guelfe Otton IV et le duc Hohenstaufen Philippe de Souabe, le fils le plus jeune de l'Empereur Frédéric Barberousse, qui tous les deux avaient été élus Roi des Romains. Il reçut le titre royal héréditaire de Philippe pour son assistance et, manœuvrant entre les deux côtés, le fit reconnaître par Otton IV ainsi que par le pape Innocent III. Après l'assassinat de Philippe et l'interdiction papale imposée à Otton IV en 1210, Ottokar changea de camp, quand lui et plusieurs princes convoqués, en 1211, à Nuremberg, élurent le jeune descendant Hohenstaufen, Frédéric II alium imperatorem (« autre Empereur »).
Selon la Bulle d'or, les États de Bohême et de Moravie étaient un pays autonome et indivisible de l'Empire. Le roi de Bohème était le premier prince-électeur. Il devait fournir à l'Empereur une garde de trois cents chevaliers pour l'escorter lorsqu'il se rendait à Rome pour son couronnement. Mais il avait omis de garantir la succession de son fils aîné Frédéric. Celui-ci, alors roi de la Sicile, partit en Allemagne pour son couronnement, atteignant Bâle en septembre 1212. Là, il publia la Bulle d'or qui a confirmé la royauté d'Ottokar II et de ses héritiers en Bohême.

## Contenu
La Bulle d'or de Sicile concède au roi de Bohême, affranchi de tout tribut étranger, les privilèges suivants :
- De réunir au royaume les possessions qui en avaient été détachées ;
- De nommer les évêques du royaume ;
- De n'avoir à comparaître qu'aux diètes que l'Empereur convoquerait à Nuremberg, Bamberg ou Mersebourg ;
- De ne mettre à la disposition de l'Empereur, pour ses tournées en Italie, que 300 cavaliers ou de payer, à son choix, autant de marcs d'argent.

Quand, en 1346, le roi Charles IV réunit la Bohême et l'Allemagne dans ses mains, il établit les Pays de la Couronne de Bohême, qui restèrent au-delà de la suzeraineté de l'Empire et ne furent pas considérés comme des États impériaux.

## Sources
- (cs + la) « La Bulle d'or de Sicile », sur psp.cz, le site du Parlement de la République tchèque (consulté le 16 septembre 2012)
- (la) « La Bulle d'or de Sicile », sur cms.flu.cas.cz, le site du Centre d'études médiévales de l'Université Charles de Prague et de l'Académie des Sciences de la République tchèque (consulté le 16 septembre 2012)